# Асторга-и-Сеспедес, Диего де
Диего де Асторга-и-Сеспедес (исп. Diego de Astorga y Cépedes; 10 октября 1664, Гибралтар, королевство Испания — 9 февраля 1734, Мадрид, королевство Испания) — испанский кардинал. Епископ Барселоны с 30 марта 1716 по 22 июля 1720 г. Архиепископ Толедо и примас Испании с 22 июля 1720 по 9 февраля 1734 г. Кардинал-священник с 26 ноября 1727 по 9 февраля 1734 г.